# Саборна црква Светог Александра Невског у Талину
Саборна црква Светог Александра Невског (ест. Aleksander Nevski katedraal, рус. Собор Александра Невского) јесте православни саборни храм који се налази у Талину.
Саборна црква је подигнута 1893—1900. године на иницијативу гувернера Естоније Сергеја Шаховског и пароха православне Преображенске парохије у Талину, Константина Тизика. Требало је да буде симбол руске владавине у Естонији, да допринесе популаризацији православља и, дугорочно гледано, русификацији Естонаца. Освештао га је 1900. године ришки и митавски архиепископ Агатангел уз саслуживање протојереја Јана Сјергијева (Јован Кронштатски).
Власти независне Естоније разматрале су рушење храма, али су на крају, након протеста православних становника те земље, пристале да настави са радом, али су га 1936. предале етнички естонској парохији. Саборна црква је затворена 1941. након што је Нацистичка Немачка ушала у Естонију. Била је затворена наредне четири године. У доба владавине Совјета, парохија никада није била враћена, иако је постојао концепт њеног претварања у планетаријум. Од 1990. постаје митрополија Естонске православне цркве, самоуправне цркве у саставу Московског патријархата.

## Историја

### Изградња и освећење храма
Иницијатори изградње цркве били су гувернер Естоније Сергеј Шаховски и парох Преображенске парохије у Талину о. Константин Тизик. Они су истакли да је постојећа црква Преображења Господњег у граду, преграђена у 18. веку од лутеранске цркве, постала недовољна за потребе све веће групе православних Руса који стално живе у граду. Такође су скренули пажњу на спољашњи изглед овог сакралног здања, који се, упркос реконструкцији, умногоме разликовао од руске православне традиције. Иницијатива је била део кампање за јачање православља у балтичким губернијама, што је заузврат требало да промовише русификацију Летонци и Естонци. Подизање саборног храма, уз отварање женског манастира Успења Богородице, била је најважнија руска иницијатива у овом походу.
Године 1887. Свети правитељствујушчи синод је одобрио план изградње новог већа у граду и донирао 60.000 рубаља за ову сврху. Естонски гувернер, који је желео да подигне велелепну и импресивну цркву, нашао је ову суму недовољну за спровођење својих планова и, уз сагласност цара Александра III, започео је сверуску акцију прикупљања средстава за изградњу здања. Као резултат тога, до средине септембра 1899. прикупљено је 434.623 рубаља и 29 копејки. Међутим, Сергеј Шаховски није ни доживео почетак изградње цркве.
Године 1888, црква Св. Александра Невског је прославила спасавање цара Александра III и његове породице од удеса царског воза у Борки 17. октобра ове године. За место изградње храма изабрано је брдо Томпеа које је од кључног значаја за естонску националну митологију, односно трг испред гувернерске палате (првобитно замак Томпеа, у независној Естонији је је зграда парламента). Зграду је пројектовао академик Михаил Приеображенски. Архиепископ Ришки и Арсеније Митавски. Дана30. августа 1893. године архиепископ Ришки и Арсеније из Митаве су освештали градилиште, а две године касније су изливени темељи. Дана 20. августа 1895. године освећен је камен темељац. 2. новембра 1897. године, од стране задужбине трговца Ивана Гордејева, постављени су гвоздени, позлаћени крстови на куполе још недовршене цркве. Годину дана касније, у лето, позлата пет црквених купола финансирана је поклоном другог руског трговца Пјотра Абросимова. Звона за храм су изливена у погону Василија Орлова у Санкт Петербургу, а окачена у цркву 7. јуна 1898.
У почетку су градитељи планирали да у њега уграде мермерни иконостас, али је на крају одлучено да се користи дрвени и позлаћени као јефтинији и стилски прикладнији целини. Изглед иконостаса је такође пројектовао Михаил Приеображенски, а урадио га је С. Абросимов. Иконостас је постављен унутар саборног храма 1899. године, а иконе за њега настале су у атељеу Александра Новосколцева. Академик Новоскољцев је лично написао слике у доњем реду иконостаса.
У марту 1900. године завршено је уређење ентеријера и 30. априла те године епископ ришки и митавски Агатангел, уз саслужење протопрезивитера Јован Кронштатског, осветио је готов храм. Епископ Агатангел је 2. маја исте године освештао бочни олтар Св. Сергија Радоњешког, а 15. јула олтар Св. Влодзимиерза. Саборни храм је био храм етнички руске парохије (са богослужењима на црквенословенском језику), старија црква Преображења Господњег дата је парохији православних Естонаца.
Године 1917, митрополит петроградски Венијамин, уз саслуживање епископа луског Артемија, на сабору Св. Александра Невског, хиротонисао је естонског духовника – Платона (Кулбуша), првог у историји епископске хиротоније. Епископи су Платону (убијен 1919. и канонизован као један од руских новомученика) уручили жезал, који је третиран као реликвија и чуван у храму.

### Независна Естонија
У међуратном периоду у храму су одржани епископски хиротони узастопних естонских православних јерарха – Александра (Паула), Јована (Булина) и Николаја (Лајсмана).
Након што је Естонија стекла независност, постојао је пројекат да се савет и цело брдо Тоомпеа адаптирају у Пантеон естонске независности и да се тако уклони храм - симбол русификације земље. Октобра 1928. естонски парламент је донео акт о рушењу већа, који је требало да ступи на снагу до 1. маја 1929. Ова одлука наишла је на протесте православног становништва, као и неких од свештенства и верника већинске естонске лутеранске цркве и левичарских опозиционих партија. На крају крајева, храм није уништен. Само је злато уклоњено са купола Храма.
У годинама 1923–1936, храмом је и даље управљала руска парохија, потчињена Наревској епархији, која је груписала пастирске центре за православне Русе. Године 1936. зграду је преузела етнички естонска парохија; истовремено је сабор постао и саборни храм аутономне Естонске православне цркве на челу са митрополитом Александром. Службе су се одржавале на естонском. Заузврат, руској парохији је предата знатно мања црква Светих Симеона и Ане у Талину.

### Други светски рат и период СССР-а
Руска парохија је поново почела да функционише у храму 1940. године, након што је Естонија припојена СССР-у, а Естонска православна црква реинтегрисана у јурисдикцију Московске патријаршије.
Након што је Естонију преузела Нацистичка Немачка као резултат агресије на СССР, храм је затворен 1941. године. Немачке окупационе власти су сматрале да је потпуно уништен. Надбискуп Наревске епархије Павел предводио је поновно отварање цркве у марту 1945. Године 1947. верницима су одузети подруми где је била доња црква Св. Андреја, који су затим су преуређени у прихватилиште па књижару. Шездесетих година 20. века постојао је пројекат да се цео храм поново изгради у планетаријум, чему се успешно супротставио епископ талински и естонски Алексије.
1990. године у сабору је наступила епископска хиротонија архимандрита Корнилија (Јаковса), који је тада преузео службу талинског епископа.

### Естонија после 1991.
1991. године саборној парохији је враћен простор доње цркве. Осам година касније, на захтев парохијана, зграда је добила статус ставропигијалног савета и директно је била подређена московским патријарсима и целој Русији, а не Талинској епархији, иако остаје храм њених претпостављених.
Саборну цркву су два пута посетили патријарси московски и све Русије – Алексије II 2003. године и Кирила 2013. године. У храму је 29. маја 2018. године одржан ванредни сабор свештенства и мирјана Естонске православне цркве, који је изабрао новог поглавара Цркве након упокојења архиепископа Корнилија у марту исте године.
Дана 20. септембра 1995. године, катедрала је уписана на листу споменика културе у Естонији (ест. Kultuurimälestiste riiklik register) 1102.

## Архитектура

### Тело зграде
Храм представља византијско-руски стил. Својим распоредом имитира византијске крстокуполне цркве, има три апсиде и пет луковитих купола. Други извор инспирације за креатора дизајна зграде биле су московске цркве из 17. века. Укупна висина објекта је 58 метара. Истовремено, у црквеној служби може учествовати 1.500 људи.
Споља, зграда је украшена мозаиком А. Фролова. Изнад главног улаза у храм налази се лик Богородице, а изнад ње лик Христа Спаситеља Нерукотвореног. Изнад споредног улаза на јужној страни налази се лик ктитора саборног храма, а изнад њега - Св. Сергије Радоњешког и Св. Владимир Велики. Изнад северног улаза лик св. Николе, а изнад њега Св. Изидор Јурјевски и св. Габриела-Всиеволода Псковски. Укупна површина мозаика прелази 40 квадратних метара и једна је од највећих таквих композиција у Естонији.

### Дизајн ентеријера

#### Иконостаси
Катедрала има три олтара - главни св. Александара Невског, десно (јужно) Св. Сергија Радоњешког и лево (северно) од Св. Владимира Великиког. Испред главног олтара налази се дворедни иконостас. У првом реду су иконе Гаврила Псковског, Архангела Гаврила, Богородице са дететом, Христа Спаситеља, Архангела Михаила и Александра Невског. У другом реду налазе се фигуре апостола, груписане две по шест икона, а изнад царских двери - композиција Десис (Христос устоличен).
Сличне структуре испред два бочна олтара су једноредне. У иконостасу испред јужног олтара налазе се иконе Св. Никанора, Богородице, Христа Спаситеља и Св. Филип. Композиција Тајне вечере постављена је изнад царске капије. Испред северног олтара налази се иконостас са ликовима Св. Лаврентија, Богородице, Христа Спаситеља и Св. Стефана. Тајна вечера је такође постављена изнад царске двери. Испред десног клироса су иконе св. Сергија Радоњешког и Св. Изидор Јурјевски а испред левог клироса иконе Св. Олга и св. Владимира.

#### Олтарска соба
У олтарској просторији, иза олтара, налази се композиција Причешће апостола Михаила Васиљева, заснована на мозаику из 11. века на исту тему, смештена у Саборном храму Свете Софије у Кијеву. Није верна копија кијевског оригинала, уметник је другачије решио, нпр. постављање и изражавање ликова. Икона Васкрсења Господњег била је окачена изнад горњег дела саборног храма.
У прозорима олтарске собе налазе се витражи по дизајну Александра Новосколцева и изради Емила Штајнкеа. Они представљају Христа Спаситеља, Богородицу и Јована Крститеља.

#### Друге иконе
Испред стубова храма, десно, налази се кивот са ликовима Св. Катарине и Св. Николе. На левој страни, такође у одежди, постављена је копија Казанске иконе Богородице, која се са посебном пажњом поштује од када је храм освећен). На истој страни налази се икона групе светих чији помен пада 17. октобра (стари стил), односно Светог пророка Осије, Андреја Критског и Светих Козме и Дамјана, приказаних заједно са покровитељима царске породице – Светим Александром Невским, Николајем Мириским, Георгијем, Маријом Магдаленом, Олгом Кијовском, мученицом Александром и Михаилом. Испред иконостаса у олтару Св. Владимира Великог, на левој страни налази се копија иконе Богородице. Заузврат, испред иконостаса у олтару Св. Сергија Радоњешког, налази се слика св. Серафима Саровског и копију Псковске иконе Богородице.
После канонизације цара Николаја II и његове породице, њихова икона је такође убачена у саборни храм. 2010. године до мање иконе са приказом Св. Александра Невског, достављен је део његових моштију. Храм је 2012. године опремљен иконом Сабора светих естонске земље, коју је написао Леонид Соколов. У храму се налази и посебна икона једног од светитеља који припада овом сабору - Св. Сергије Флорински са делом његових моштију. Поред икона рађених годинама посебно за храм на брду Тоомпеа, у његовом намештају су и иконе из цркве Светих Симеона и Ане у Талину и Преображенске катедрале у Нарви, уништене 1944. године, после Другог светског рата.

#### Фреске
Фреске унутар катедрале дизајнирао је архитекта Михаил Приеображенски, а осликао Г. Прокофјев. Фигуре јеванђелиста које се налазе на једрима који носе највећу куполу су дела Александра Блазнова.

#### Остали делови опреме
Испред иконостаса бочних олтара постављена су два бронзана и позлаћена паникадила (кандила) по узору на онај који је Петар Велики основао за придворну цркву у Московском Кремљу.
На једној од аналогија налази се крст-моштеник са честицама моштију разних светитеља и фрагментом камена са Гроба Господњег.
Са обе стране главног улаза у катедралу постављене су мермерне плоче у знак сећања на подизање и освећење храма. Временом је у овом делу храма окачено више плоча, укључујући помен палим борцима и морнарима. Посебна плоча у знак сећања на посету цара Николаја II са супругом Александром и ћеркама Олгом, Татјаном, Маријом и Анастасијом 1912. године. На Панихиднику и Голготи постоје спомен-плоче које су дуги низ година служиле у Сабору талинских епископа Павла и Исидора.

### Звона
У храму Св. Александар Невски има једанаест звона. Највећи од њих тежи шеснаест тона. У време суспензије, то је било највеће црквено звоно у балтичким губернијама Руског царства, а после присаједињења Естоније СССР-у – највеће црквено звоно у тој земљи. Сва звона носе црквенословенски натпис „Звоно Саборне цркве Александра Невског у Ревелу“. Четири од њих додатно носе натписе и слике:
- Први - са сликама Христа Спаситеља и Александра Невског, натписом који указује на ликове оснивача, гувернера Сергеја Шаховског и његовог наследника Јевстафија Скаона, заједно са члановима грађевинских комитета на чијем су челу, као и царева Александра III и Николаја II, за време чије владавине је почео и завршен рад на храму, а такође и одломак на црквенословенском из Јеванђеља по Јовану: „Имам и друге овце које нису из овог торња. И морам их довести, и они ће чути мој глас, и биће једно стадо, један пастир“;
- Други – лик Благовести Богородици и лик Св. Николе и натпис „Велику радост навести земљи, славу, небо, славу Божију“. Помиње се и имена ришких епископа Арсенија и Агатангела, односно архијереја који су благословили камен темељац за изградњу катедрале и храма;
- Трећи – слике св. Сергија Радоњешког и лик Вазнесења Господњег и натпис: „Ко ће се попети на гору Господњу, ко ће стајати на светом месту Његовом? Човек беспрекорних руку и чистог срца“;
- Четврто – лик св. Владимира Великог[20].